# デネブ高等学校
デネブ高等学校（デネブこうとうがっこう）は、かつて広島県広島市中区中島町にあった無学年制の通信制私立高校。
設置者は学校法人鶴学園。必要に応じて同系列の広島工業大学の施設を使用することもあった。
2007年度後期より生徒の募集を停止し、2011年3月に閉校した。また、2011年4月には同じ鶴学園傘下の広島工業大学高等学校に新たに通信制課程が設置された。
事務（証明書類の発行等）継承は学校法人鶴学園法人局総務部（広島工業大学）である。